# Powerstock
Powerstock – wieś w Anglii, w hrabstwie Dorset. Leży 20 km na północny zachód od miasta Dorchester i 197 km na południowy zachód od Londynu.